# Augustin Pyrame de Candolle
Augustin Pyrame de Candolle, (rođen 4. veljače 1778., Ženeva—umro 9. rujna 1841., Ženeva), švicarski botaničar koji je uspostavio znanstvene strukturne kriterije za određivanje prirodnih odnosa među biljnim rodovima. Nakon što je Charles Darwin predstavio načela organske evolucije, Candolleovi kriteriji dali su empirijski temelj za modernu evolucijsku povijest biljaka. Njegov sustav klasifikacije biljaka nalazio je gotovo univerzalnu primjenu tijekom pola stoljeća, a tijekom tog vremena služio je kao model za druge sustave.
Nakon dolaska u Pariz (1796.), Candolle se sprijateljio s francuskim prirodoslovcima Georgesom Cuvierom i Jean-Baptisteom de Lamarckom, postao Cuvierov asistent na “Collège de France” (1802.) i pripremio revizije Lamarckove “Flore française” (1805.)., 1815). Kad je imenovan profesorom botanike na Sveučilištu u Montpellieru (1808.), Candolle je već započeo botaničko i poljoprivredno istraživanje Francuske (1806. – 1812.) koje je naručila vlada, a rezultate je objavio 1813. godine.
Također 1813. godine Candolle je objavio svoje najvažnije djelo, “Théorie élémentaire de la botanique”, u kojem je tvrdio da anatomija biljaka, a ne fiziologija, mora biti jedina osnova klasifikacije, za koju je skovao termin taksonomija. Nakon što je uveo koncept homolognih dijelova (zajedničkog podrijetla, iako različite strukture) za biljke kao što je Cuvier učinio za životinje - posebno uvjerljiv dokaz u korist organske evolucije - Candolle je, poput Cuviera, ipak zadržao čvrsto uvjerenje u postojanost vrsta.
Prihvativši katedru za prirodoslovlje na “Université de Genève” (1817–41), gdje je bio prvi ravnatelj botaničkih vrtova, Candolle je poduzeo detaljan razvoj ideja predstavljenih u “Théorie”, prvi ocrtavajući sustavne zakone botaničke nomenklature u svom “Regni Vegetabilis Systema Naturale” (2 sveska, 1818–21; “Prirodna klasifikacija za Kraljevstvo biljaka”). Zatim se prihvatio najambicioznijeg zadatka pripreme opisne klasifikacije svih poznatih sjemenskih biljaka, “Prodromus Systematis Naturalis Regni Vegetabilis” (17 svezaka, 1824–73), za koju je pripremio prvih sedam svezaka.
Iako je njegova taksonomija patila od neuspjeha u poštovanju vlastitih kriterija u formuliranju širokih svojti, što je rezultiralo njegovim uključivanjem golosjemenjača s dikotiledonima, paprati s jednosupnicama i svih ostalih kao kotiledona, Candolle je postigao opsežnu podjelu cvjetnica, opisujući 161 porodicu dikotiledona, i odlučno pokazao neadekvatnost Linneove klasifikacije, koju je njegov sustav istisnuo. Također je bio pionir proučavanja fitogeografije, biogeografije biljaka, provodeći istraživanja u Brazilu (1827.), Istočnoj Indiji (1829.) i Sjevernoj Kini (1834.).